# Штернштајн
Штернштајн (њем. Störnstein) општина је у њемачкој савезној држави Баварска. Једно је од 38 општинских средишта округа Нојштат ан дер Валднаб. Према процјени из 2010. у општини је живјело 1.477 становника. Посједује регионалну шифру (AGS) 9374158.

## Географски и демографски подаци
Штернштајн се налази у савезној држави Баварска у округу Нојштат ан дер Валднаб. Општина се налази на надморској висини од 449 метара. Површина општине износи 10,9 km². У самом мјесту је, према процјени из 2010. године, живјело 1.477 становника. Просјечна густина становништва износи 135 становника/km².